# Dacryopinax yungensis
Dacryopinax yungensis är en svampart som beskrevs av Lowy 1961. Dacryopinax yungensis ingår i släktet Dacryopinax och familjen Dacrymycetaceae.   Inga underarter finns listade i Catalogue of Life.